# 二重溪 (南投縣)
二重溪，是臺灣南投縣中寮鄉的一個傳統地域名稱，位於該鄉西部。相較於今日行政區，其範圍大致包括義和村、永福村北半部不含最北端，以及南投市千秋里最東端的中北部。

## 歷史
台灣清治末期至日治初期，二重溪地區為一街庄，稱為「二重溪庄」，隸屬於南投堡。該庄北與分水藔庄為鄰，東與中藔庄為鄰，南邊為後藔庄、番仔藔庄，西邊為包尾庄。
1901年（日治明治三十四年）11月，全台廢縣廳改設二十廳，該庄隸屬於南投廳。1903年（明治三十六年）6月，該庄編入「八杞仙區」，隸屬於南投廳。1909年（明治四十二年）10月，合併二十廳為十二廳，八杞仙區仍隸屬於南投廳。1920年（大正九年），全台地方制度大改正，廢十二廳改設五州二廳，該庄改制為「二重溪」大字，隸屬於臺中州南投郡中寮庄。
戰後中寮庄改制為中寮鄉，隸屬於臺中縣，大字亦改制為村。1950年10月，中、彰、投分治，中寮鄉改隸屬南投縣。

## 聚落
本地區發展較早的聚落有甲頭埔、山次(山次)仔腳、二重溪、草崙山、竹仔坑、橽仔灣（撻仔灣）等，在日治期初期的官方地圖上已有記載。此外，本地區尚有新厝、北坑、十三甲、廍地仔等聚落。

## 交通
國道3號又稱「福爾摩沙高速公路」，是貫穿台灣西部的兩條縱向高速公路之一，大致先以西北—東南繞大彎轉北北東—南南西走向經過二重溪地區西端，並於本地區與西鄰包尾交界地帶設有南投服務區。北側最近的交流道是南投市區北郊福崗路一段交會處的南投交流道，南側最近的是名間交流道。由此等可快速前往台灣南北各地，或於北側的中興系統交流道轉省道台76線以前往彰化平原。
縣道139號（永平路）是彰化至鹿谷初鄉的道路，大致以西北—東南走向由本地區西部北側凸部分的西側邊界南段入境後轉東南東，經國道3號高架橋下後轉東南，其後轉東北過平林溪橋後轉北北東再轉東南沿溪南岸蜿蜒而行，其後於本地區東南端繞彎道轉東北出境。由該道路向西北可前往南投、芬園與員林／大村／花壇交界地帶、花壇與彰化交界地帶、彰化市區並止於省道台1線路口；向東北轉東南可前往中寮市區、集集、鹿谷並止於縣道151號路口。
鄉道投25-1線（千秋路）是千秋路至新厝的道路，其東側端點位於本地區西南部凹入部分近邊界地帶的縣道139號路口。由此向西南西轉西南跨平林溪橋出境後，轉西北西可前往包尾地區南部並止於千秋斗聚落西北側的鄉道投25線路口。

## 學校
- 至誠國小
- 永康國小